# بويت فرنانديز
بويت فرنانديز مواليد 16 سبتمبر 1973 في باكولود، الفلبين، هو مدرب كرة سلة فلبيني ولاعب معتزل. بدأ مسيرته الاحترافية في سنة 1993. اعتزل اللعب في 2004. لعب مع ألاسكا أيسز وستار هوتشوتز.